# Prosymna ruspolii
Prosymna ruspolii är en ormart som beskrevs av Boulenger 1896. Prosymna ruspolii ingår i släktet Prosymna och familjen snokar. Inga underarter finns listade i Catalogue of Life.
Denna orm förekommer i västra Afrika från södra Somalia till norra Tanzania. Kanske når den även södra Etiopien. Arten lever i låglandet och i bergstrakter upp till 1500 meter över havet. Individerna vistas i torra savanner och buskskogar. Prosymna ruspolii gräver i lövskiktet och i det översta jordlagret. Honor lägger tre till fyra ägg per tillfälle.
För beståndet är inga hot kända. Hela populationen antas vara stor. IUCN listar arten som livskraftig (LC).